# Casa Lonati
Casa Lonati è un palazzo di Pavia, in Lombardia.

## Storia e descrizione
Molto scarse sono le informazioni che abbiamo sull'edificio, i Lonati furono una della maggiori famiglie pavesi nel Quattrocento e il palazzo, forse inglobando resti di edifici di età precedente, sorse, come riportato nell'epigrafe posta sopra la volta della portone, nel 1456. L'epigrafe, nella quale è menzionato un canonico del Duomo di nome Vincenzo de Episcopo di Valenza, non è strettamente correlabile al portale, dato che fu apposta nella facciata nel 1778 dall'attuale proprietario, Giacomo Martinelli, che la rinvenne facendo demolire un muro dell'edificio. La facciata presenta intonaci decorati risalenti alla prima metà del XIX secolo, mentre ancora ben visibili sono il portone quattrocentesco e l'epigrafe gotica. Internamente, l'edificio presenta un cortile porticato e un giardino.